# Ilex haberi
Ilex haberi är en järneksväxtart som först beskrevs av Cyrus Longworth Lundell, och fick sitt nu gällande namn av W.J. Hahn. Ilex haberi ingår i släktet järnekar, och familjen järneksväxter. Inga underarter finns listade i Catalogue of Life.